# Carl Heinrich Delcomyn
Carl Heinrich Delcomyn (født 20. december 1807 i Hellebæk, død 7. juni 1864 i Odense ) var en dansk militær bøssemager, broder til Adolf Delcomyn.
Han var søn af Carl Heinrick Delcomyn (1771-1849), som ligeledes var bøssemagermester, og som virkede både i Helsingør og Odense. Moderen Dorothea Conradine Ridiger levede i lang tid separeret fra fra H.C. Delcomyn, der flyttede til Odense i 1811, hvor han giftede sig på ny. Sønnen Carl Heinrich stod i lære hos faderen og tog i 1825 som svend til København, hvor han i 1834 blev udnævnt til regimentsbøssemager ved 1. Jydske Infanteri Regiment på Sølvgades Kaserne. I 1849 fik han borgerskab i København og begyndte selvstændig virksomhed.
C.H. Delcomyn leverede også civile våben på bestilling til det bedre borgerskab. Han var en af sin tids bedste danske bøssemagere med en betydelig civilproduktion. Kvaliteten var særlig god og kunne måle sig med internationale standarder..
Han blev gift med Charlotte Frederikke Taagerup (1809-1896).